# Томпсон, Кишейн
Кишейн Томпсон (англ. Kishane Thompson; род. 17 июля 2001, Кингстон) — ямайский легкоатлет, специализируется в беге на короткие дистанции. Серебряный призёр летних Олимпийских игр 2024 года в беге на 100 м.

## Биография
Томпсон, член легкоатлетического клуба MVP, участвовал в национальных соревнованиях Ямайки и в июне 2023 года пробежал 100 метров за 9,91 секунды. Однако, снялся с соревнований перед полуфиналом. Это решение его тренер Стивен Фрэнсис объяснил влиянием травм на расписание нагрузок в соревновательном режиме.
Томпсон дебютировал в «Бриллиантовой лиге» на дистанции 100 метров в Монако 21 июля 2023 года, пробежав 10,04 секунды и занял пятое место. В сентябре 2023 года он преодолел 100 метров за 9,85 секунды и финишировал вторым на этапе Бриллиантовой лиги в Сямыне, в Китае.
27 июня 2024 года Кишейн пробежал 100 метров за 9,82 секунды на отборочном этапе к Олимпийским играм в Кингстоне. В последующем финале он установил новый личный рекорд — 9,77 секунды — и завоевал национальный титул Ямайки.
4 августа 2024 года он завоевал серебряную медаль в финале Олимпийских игр в Париже на дистанции 100 метров, пробежав дистанцию за 9,79 секунды и уступив золото американцу Ною Лайлсу всего на пять тысячных секунды.